# 聖安東尼斯
聖安東尼斯（荷蘭語：Sint Anthonis）是荷蘭的一個市鎮，在行政區劃上屬於北布拉班特省，位於荷蘭南部。聖安東尼斯首次被提及是在1312年。

## 外部連結
- 维基共享资源上的相關多媒體資源：聖安東尼斯
- 官方网站